# Francisco Maria Martinho de Almeida Manuel de Vilhena
Francisco Maria Martinho de Almeida Manuel de Vilhena ComC • GCMA (Porto, 5 de novembro de 1895 — Lisboa, 24 de dezembro de 1987), que usou o título de 9.º Conde de Vila Flor e de 2.º Conde de Alpedrinha de juro e herdade, foi um engenheiro agrónomo português.

## Biografia
Nasceu no Porto em 5 de novembro de 1895, sendo filho único do 8.º Conde de Vila Flor, D. Tomás Maria de Almeida Manuel de Vilhena, e de mulher, D. Maria Josefina de Azeredo Teixeira de Aguilar, filha do 2.º Conde de Samodães, D. Francisco de Azeredo Teixeira de Aguilar.
Engenheiro agrónomo de formação, foi Professor do Instituto Superior de Agronomia, e chegou a ocupar o cargo de chefe de gabinete do Ministro da Agricultura.
Deve-se ao Conde de Vila Flor uma "revolução" agrícola no concelho de Armamar na segunda metade do século XX: estudou a parte sul do município, até então dominada por uma agricultura de subsistência, tendo concluído que os solos, em zona de transição para climas mais frios, eram pouco favoráveis à cultura da vinha pese embora a proximidade do vale do Douro. Decide então arrancar a vinha junto à sua propriedade solarenga de Gogim e testa o plantio de um pomar de macieiras: o clima frio no inverno proporcionado pela altitude, dava às macieiras as condições ótimas para os ciclos de dormência, ao passo que temperatura moderada do verão era a ideal para os períodos lentos de crescimento e de maturação. A experiência revelou-se um enorme sucesso e alterou profundamente a produção agrícola na região, que se transformou numa agricultura de mercado voltada para a produção de maçãs.
Presidiu à Assembleia dos Cavaleiros Portugueses da Ordem Soberana e Militar de Malta.
Foi agraciado com os graus de Comendador da Ordem Militar de Cristo (5 de fevereiro de 1940) e de Grã-Cruz da Ordem do Mérito Agrícola (2 de janeiro de 1964).
D. Francisco Maria Martinho de Almeida Manuel de Vilhena morreu em Lisboa, a 24 de dezembro de 1987; o seu corpo foi sepultado no Cemitério do Alto de São João.